# Phurcalite
La phurcalite è un minerale appartenente al gruppo della fosfuranilite.